# Mikojan-Gurewitsch I-222
Als Mikojan-Gurewitsch I-222 (russisch Микоян-Гуревич И-222) wird ein einsitziges sowjetisches Jagdflugzeug aus dem Zweiten Weltkrieg bezeichnet. Sie gehörte zu einer Reihe von Versuchskonstruktionen, mit der das OKB Mikojan-Gurewitsch einen Nachfolgemodell für die MiG-3 entwickeln wollte. Es entstand nur ein Prototyp.

## Geschichte
Die Entwicklungsarbeiten begannen Anfang 1944 unter der Projektbezeichnung 3A. Die I-222 sollte in großen Höhen operieren und erhielt deshalb als erstes Flugzeug von Mikojan-Gurewitsch eine Druckkabine. Im Gegensatz zum Vorgänger I-221 wurden statt der verwendeten Maschinengewehre kampfstärkere SchWAK-Maschinenkanonen eingebaut. Der leistungsstärkere AM-39B-1 Motor trieb eine vierblättrige Luftschraube vom Typ AW-9L-26 an. Die Tragflächen in Tiefdeckeranordnung übernahm man von der I-221.

Der Erstflug erfolgte am 7. Mai 1944. Im Laufe der Flugtests stieg die I-222 auf 14500 m Höhe, was einen Rekord für sowjetische Kolbenmotor-Flugzeuge darstellt. Es war geplant, das Modell als MiG-7 in die Serienproduktion zu überführen. Da aber durch den Vormarsch der Roten Armee kein Verteidigungsjäger für im Hinterland liegende Städte und Industrieanlagen mehr benötigt wurde, stellte man das Projekt 3A letztendlich ein. Nachfolgemodell war die ebenfalls nicht in Serie produzierte I-224.

## Technische Daten

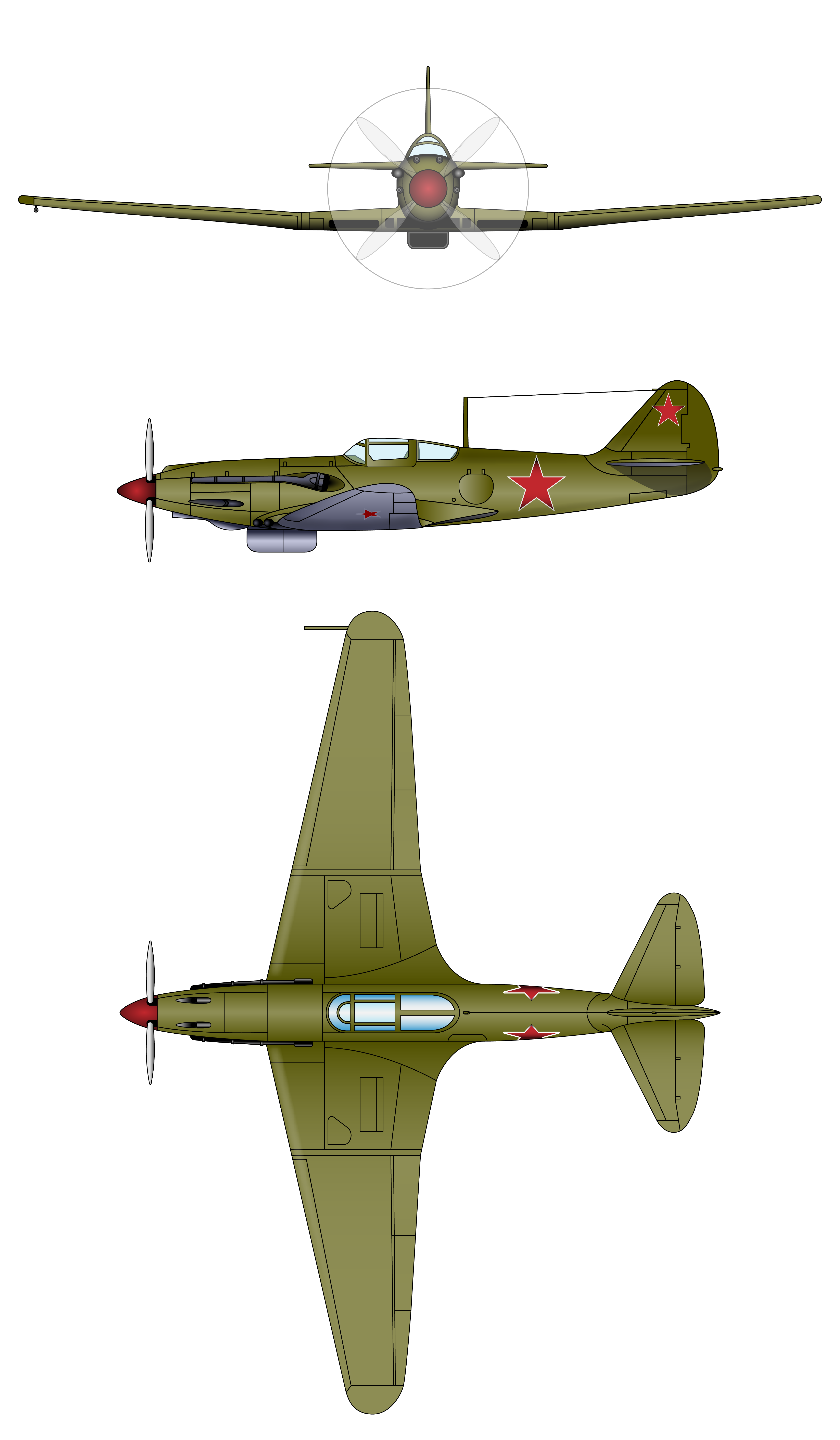
Dreiseitenansicht der I-222

| Kenngröße             | Daten |
| --------------------- | --- |
| Konstrukteur(e)       | Artjom Mikojan, Michael Gurewitsch                                                                         |
| Baujahr(e)            | 1944 |
| Besatzung             | 1 Pilot |
| Länge                 | 9,60 m |
| Flügelspannweite      | 13,00 m |
| Flügelfläche          | 22,44 m²                                                                                                   |
| Flügelstreckung       | 7,5 |
| Leermasse             | 3.490 kg                                                                                                   |
| Startmasse            | 3.790 kg                                                                                                   |
| Flächenbelastung      | 168,9 kg/m²                                                                                                |
| Antrieb               | ein flüssigkeitsgekühlter V-Motor Mikulin AM-39B-1 mit zwei TK-2B-Kompressoren                             |
| Leistung              | 1.400 kW (1.900 PS) Startleistung 1.200 kW (1.632 PS) in 6.500 m Höhe 1.050 kW (1.428 PS) in 13.200 m Höhe |
| Höchstgeschwindigkeit | 691 km/h in 13.100 m Höhe 682 km/h in 6.700 m Höhe                                                         |
| Steigzeit             | 5,5 min auf 5.000 m Höhe                                                                                   |
| Dienstgipfelhöhe      | 14.500 m                                                                                                   |
| Reichweite            | 1.000 km                                                                                                   |
| Bewaffnung            | zwei 20-mm-MK SchWAK                                                                                       |